# Sena Inami
Sena Inami (井波 靖奈 Inami Sena?, nacido el 25 de junio de 1992 en Ishikawa) es un exfutbolista japonés. Jugaba de centrocampista y su último club fue el Júbilo Iwata de Japón.

## Trayectoria

### Clubes
| Club                | País  | Año         |
| ------------------- | ----- | ----------- |
| Sanfrecce Hiroshima | Japón | 2011 - 2013 |
| V-Varen Nagasaki    | Japón | 2014        |
| Júbilo Iwata        | Japón | 2015        |

## Estadística de carrera

### J. League
| Club                | Año   | J. League | J. League | Copa J. League | Copa J. League | Total | Total |
| Club                | Año   | Part.     | Goles     | Part.          | Goles          | Part. | Goles |
| ------------------- | ----- | --------- | --------- | -------------- | -------------- | ----- | ----- |
| Sanfrecce Hiroshima | 2011  | 0         | 0         | 1              | 0              | 1     | 0     |
| Sanfrecce Hiroshima | 2012  | 1         | 0         | 1              | 0              | 2     | 0     |
| Sanfrecce Hiroshima | 2013  | 4         | 0         | 0              | 0              | 4     | 0     |
| V-Varen Nagasaki    | 2014  | 1         | 0         | -              | -              | 1     | 0     |
| Júbilo Iwata        | 2015  | 0         | 0         | -              | -              | 0     | 0     |
| Total               | Total | 6         | 0         | 2              | 0              | 8     | 0     |

## Palmarés

### Títulos nacionales
| Título    | Club                | País  | Año  |
| --------- | ------------------- | ----- | ---- |
| J1 League | Sanfrecce Hiroshima | Japón | 2012 |
| J1 League | Sanfrecce Hiroshima | Japón | 2013 |